# Open Aeroflot
L'Open Aeroflot est un très fort tournoi d'échecs annuel à Moscou commandité par la compagnie aérienne russe Aeroflot et disputé habituellement fin février.
Sa première édition date de 2002 et il est rapidement devenu populaire au point de devenir l'Open le plus fort du monde. Dès 2002, on compte 80 grands maîtres, et près de 150 l'année suivante. Le tournoi est organisé selon le système suisse et des tournois séparés (B et C) ont été organisés ces dernières années.
Pendant une période de crise et sur pression des sponsors, le tournoi est passé en 2013 à un format de parties rapides pour disparaître en 2014. Finalement, en 2015, l'open est relancé à la cadence classique à la suite d'un accord entre la compagnie Aeroflot et les instances officielles russes.
L'Open de 2021 est annulé en raison de la Pandémie de Covid-19 et ne reprend qu'en 2024.

## Multiples vainqueurs
3 victoires en parties classiques et quatre victoires dans un tournoi en blitz
- Ian Nepomniachtchi : en 2008, 2013 (blitz), 2015 (classique et blitz), 2018 (blitz), 2020 (blitz) et 2025

2 victoires en parties classiques et une victoire en blitz
- Lê Quang Liêm : en 2010, 2011 et 2016 (blitz)

Une victoire et une première place ex æquo
- Viktor Bologan (en 2003 et 2006)

Une victoire en parties rapides et trois victoires en blitz
- Sergueï Kariakine : en 2009 (blitz), 2012 (rapide et blitz) et 2019 (blitz)

Deux premières places ex æquo
- Alekseï Aleksandrov (en 2002 et 2003)
- Aleksandr Grichtchouk : en 2002 et 2013 (rapide)

## Palmarès de l'open principal
Le nom du vainqueur, en cas d'ex aequo au score final, est indiqué dans la troisième colonne. 
| Édition Année                                   | Édition Année | Vainqueurs                                 | Points (/ 9) | ex æquos                                                                 | Joueurs |
| ----------------------------------------------- | ------------- | ------------------------------------------ | ------------ | ------------------------------------------------------------------------ | ------- |
| 1                                               | 2002          | Gregory Kaidanov                           | 6,5          | Aleksandr Grichtchouk Alekseï Aleksandrov Alexander Shabalov Vadim Milov | 132     |
| 2                                               | 2003          | Viktor Bologan                             | 7            | Alekseï Aleksandrov Alekseï Fiodorov Peter Svidler                       | 201     |
| 3                                               | 2004          | Sergueï Roublevski                         | 7            | Rafael Vaganian Valeri Filippov                                          | 203     |
| 4                                               | 2005          | Emil Sutovsky                              | 6,5          | Andreï Kharlov Vassili Ivantchouk Alexandre Motylev Vladimir Akopian     | 162     |
| 5                                               | 2006          | Baadur Jobava                              | 6,5          | Viktor Bologan Krishnan Sasikiran Shakhriyar Mamedyarov                  | 93      |
| 6                                               | 2007          | Ievgueni Alekseïev                         | 7            |                                                                          | 88      |
| 7                                               | 2008          | Ian Nepomniachtchi                         | 7            |                                                                          | 66      |
| 8                                               | 2009          | Étienne Bacrot                             | 6,5          | Aleksandr Moiseenko                                                      | 78      |
| 9                                               | 2010          | Lê Quang Liêm                              | 7            |                                                                          | 80      |
| 10                                              | 2011          | Lê Quang Liêm                              | 6,5          | Nikita Vitiougov Evgueni Tomachevski                                     | 86      |
| 11                                              | 2012          | Mateusz Bartel                             | 6,5          | Anton Korobov Pavel Eljanov                                              | 86      |
| 12                                              | 2013 (rapide) | Sergueï Kariakine (vainqueur de la finale) |              | Aleksandr Grichtchouk (finaliste) (battu au départage en blitz)          | 16      |
| Pas d'Open Aeroflot organisé en 2014            |               |                                            |              |                                                                          |         |
| 13                                              | 2015,         | Ian Nepomniachtchi                         | 7            | Daniil Doubov                                                            | 72      |
| 14                                              | 2016,         | Ievgueni Naïer                             | 6,5          | Boris Guelfand                                                           | 86      |
| 15                                              | 2017          | Vladimir Fedosseïev                        | 7            |                                                                          | 98      |
| 16                                              | 2018          | Vladislav Kavaliow                         | 7            |                                                                          | 92      |
| 17                                              | 2019          | Kaido Külaots                              | 7            | Haïk Martirossian                                                        | 101     |
| 18                                              | 2020          | Aydın Süleymanlı                           | 6,5          | Rinat Jumabaev Rauf Mamedov Aravindh Chithambaram                        | 97      |
| Pas d'Open Aeroflot organisé entre 2021 et 2023 |               |                                            |              |                                                                          |         |
| 19                                              | 2024          | Amin Tabatabaei                            | 7,5          |                                                                          | 141     |
| 20                                              | 2025          | Ian Nepomniachtchi                         | 7            |                                                                          | 140     |

## Palmarès du tournoi de blitz
Le tournoi de blitz (appelé depuis 2012 la Coupe du groupe de compagnies « Region ») est organisé avec les participants de l'Open Aeroflot auxquels s'ajoutent d'autres joueurs. Les tournois de blitz de 2009, 2010 et 2011 servaient de qualification pour le tournoi de blitz du mémorial Tal (championnat du monde de blitz).
| Édition Année | Édition Année | Vainqueurs              | Points (/ 18) | Joueurs |
| ------------- | ------------- | ----------------------- | ------------- | ------- |
| 8             | 2009          | Sergueï Kariakine,      | 15            | 165     |
| 9             | 2010          | Maxime Vachier-Lagrave, | 13,5          | 156     |
| 10            | 2011          | Shakhriyar Mamedyarov   | 14,5          | 194     |
| 11            | 2012          | Sergueï Kariakine,      | 15            | 206     |
| 12            | 2013          | Ian Nepomniachtchi      | 15,5          | 275     |
| 13            | 2015          | Ian Nepomniachtchi      | 14,5          | 151     |
| 14            | 2016          | Ding Liren              | 15            | 176     |
| 15            | 2017          | Anton Korobov           | 15,5          | 200     |
| 16            | 2018          | Ian Nepomniachtchi      | 15            | 210     |
| 17            | 2019          | Sergueï Kariakine       | 14,5          | 208     |
| 18            | 2020          | Ian Nepomniachtchi      | 13,5          | 196     |